# Liste der Straßen und Plätze in Berlin-Heiligensee

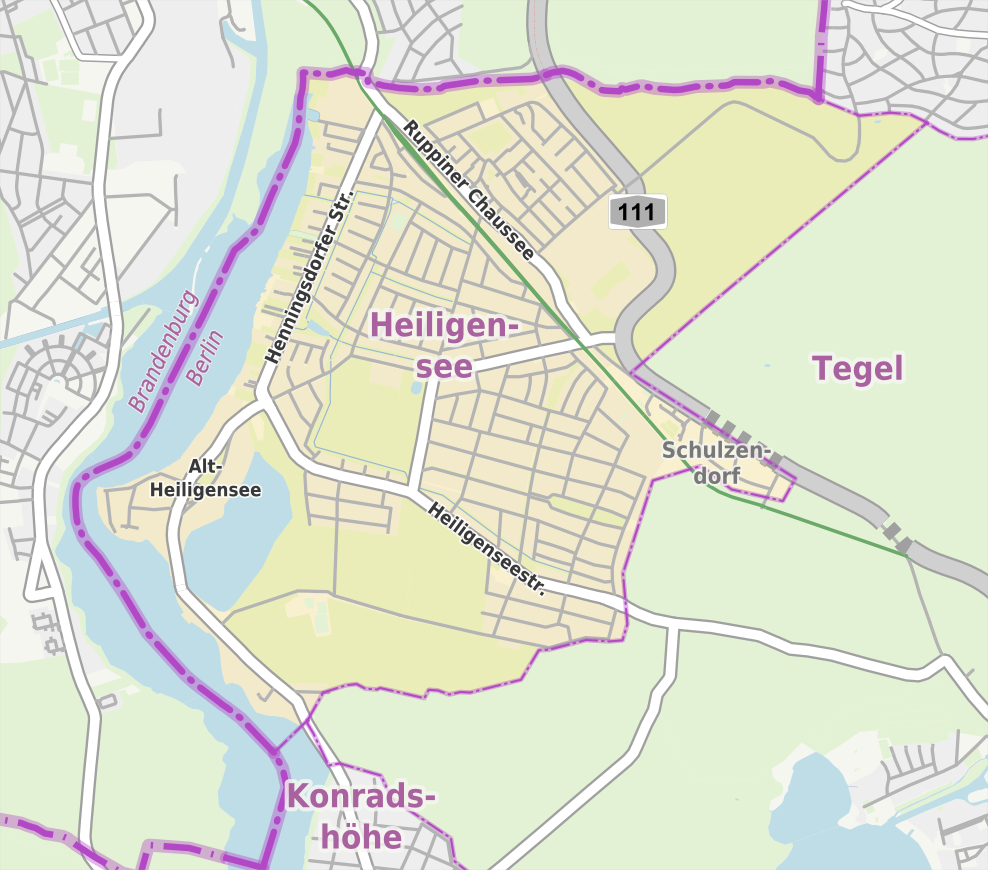
Übersichtskarte von Berlin-Heiligensee

Die Liste der Straßen und Plätze in Berlin-Heiligensee beschreibt das Straßensystem im Berliner Ortsteil Heiligensee mit den entsprechenden historischen Bezügen. Gleichzeitig ist diese Zusammenstellung ein Teil der Listen aller Berliner Straßen und Plätze.

## Überblick
Heiligensee hat 18.169 Einwohner (Stand: 31. Dezember 2023) und umfasst die Postleitzahlenbereiche 13503 und 13505. Im Ortsteil liegen 128 gewidmete Straßen sowie fünf Straßen und zwei Plätze, die keine amtliche Bezeichnung haben. Die Stadtstraßen im Ortsteil sind vorwiegend Siedlungsstraßen mit entsprechend geringer Ausstattung. Vier Straßen setzen sich in die Nachbarortsteile, im Falle der Ruppiner Chaussee ins Brandenburger Umland, fort. Die Gesamtlänge aller Heiligenseer Straßen beträgt 62,2 Kilometer.
Die besondere Lage im Nordosten Berlins und die westliche Begrenzung durch Havel und Nieder Neuendorfer See führte zu einem sehr kleinteiligen Straßensystem des Ortsteils. Das sind vorwiegend kurze Zugangsstraßen, oft Sackgassen, die durch Straßennamen aus gleichen Themenkreisen gekennzeichnet sind, oft nicht als Straße, sondern als Pfad, Steig bzw. Weg bezeichnet. So fällt etwa die Namensgebung der drei parallelen Querstraßen zwischen Rosenorter Steig und Kurzebracker Weg auf (Langenauer Weg, Lesewitzer Steig, Liessauer Pfad), die bei ihrer Benennung 1940 wohl weniger aus geografischer Nähe, als durch alphabetische Nähe aus einer Zielliste ausgewählt wurden.
Durch den Ortsteil führt die Bundesautobahn 111, die über die Anschlussstelle 3 (Schulzendorfer Straße) erreichbar ist. Das Hauptstraßensystem in Heiligensee ist mit Konradshöhe durch die Sandhauser Straße, mit Frohnau durch die Rote Chaussee und insbesondere mit Tegel durch die Heiligenseestraße verbunden. Die 4280 Meter lange Hauptfahrbahn ist Bestandteil des großräumigen Straßensystems und die 1100 Meter lange An- und Abfahrt Schulzendorfer Straße gehört zum übergeordneten Straßensystem in Berlin. Zum regionalen Hauptstraßensystem gehört die Ruppiner Chaussee über die Stadtgrenze hinweg nach Hennigsdorf, deren südlicher Abschnitt mit dem Autobahnbau in den 1980er Jahren an Bedeutung verlor. Nach Nordost führen Kiefheider Weg/Rote Chaussee nach Frohnau und der Ost-West-Verkehr im Ortsteil wird durch die Schulzendorfer Straße/Alt-Heiligensee/Sandhauser Straße (südwärts nach Konradshöhe), sowie nord-südlich Am Dachsbau geleitet. Entsprechend der Randlage des Ortsteils sind diese Verkehrswege vorwiegend zweispurige Straßen, teils mit Parkstreifen, asphaltiert aber auch gepflastert oder wie Am Dachsbau als Tempo-30-Zone ausgeführt.
Mit der Linie S 25 entlang der Kremmener Bahn und den zwei S-Bahnhöfen Schulzendorf und Heiligensee ist der Ortsteil an das Berliner S-Bahn-Netz angeschlossen.

## Übersicht der Straßen und Plätze
Die nachfolgende Tabelle gibt eine Übersicht über die vorhandenen Straßen und Plätze im Ortsteil sowie einige dazugehörige Informationen.
- Name/Lage: aktuelle Bezeichnung der Straße oder des Platzes. Über den Link Lage kann die Straße oder der Platz auf verschiedenen Kartendiensten angezeigt werden. Die Geoposition gibt die Lage der ungefähren Mitte der Straßenlänge an.
- Im amtlichen Straßenverzeichnis nicht aufgeführte Verkehrswege sind mit * gekennzeichnet.
- Ehemalige oder nicht mehr gültige Straßennamen sind kursiv gesetzt. Für bedeutende ehemalige Straßen oder historische Straßennamen ist gegebenenfalls eine gesonderte Liste vorhanden.
- Länge/Maße in Metern:
Die in der Übersicht enthaltenen Längenangaben sind  gerundete Übersichtswerte, die in Google Earth mit dem dortigen Maßstab ermittelt wurden. Sie dienen Vergleichszwecken und werden, sofern amtliche Werte bekannt sind, ausgetauscht und gesondert gekennzeichnet.
Bei Plätzen sind die Maße in der Form a × b für rechteckige Anlagen und für (ungefähr) dreieckige Anlagen als a × b × c mit a als längster Seite angegeben.
Sofern die Straße auch in benachbarte Ortsteile weiterführt, gibt der Zusatz ‚im Ortsteil‘ an, wie lang der Straßenabschnitt innerhalb des Ortsteils dieses Artikels ist.
- Namensherkunft: Ursprung oder Bezug des Namens.
- Anmerkungen: weitere Informationen über anliegende Baudenkmale oder Institutionen, die Geschichte der Straße und historische Bezeichnungen.
- Bild: Foto der Straße oder eines anliegenden Objektes.

| Name/Lage                     | Länge/Maße (in Metern) | Namensherkunft | Datum der Benennung            | Anmerkungen | Bild                                                                              |
| ----------------------------- | ---------------------- | --- | ------------------------------ | --- | --------------------------------------------------------------------------------- |
| Alt-Heiligensee (Lage)        | 1170                   | alter Dorfkern von Heiligensee | 23. Sep. 1938                  | Die vorherigen Namen waren Dorfaue (14. Jh. bis 1938) und Dorfstraße (14. Jh. bis 1938). Die Straße bildet den längsten Dorfanger Berlins und liegt zwischen der Sandhauser Brücke und der Heiligenseer Straße. | Alt-Heiligensee · Blick von der Sandhauser Brücke · Dorfkirche in Alt-Heiligensee |
| Altdammer Weg (Lage)          | 0150                   | Altdamm (seit 1945 Szczecin-Dąbie), Stadtteil von Stettin, Polen                                                                             | 24. Juli 1954                  | Die Straße verläuft zwischen Regenwalder und hinter den Zanower Weg. | Altdammer Weg                                                                     |
| Am Bärensprung (Lage)         | 0420                   | Bärensprung, alte Bezeichnung in der Jägersprache für Orte, an denen sich Bären aufhalten                                                    | vor 1922                       | Der erste Name lautete Straße 313 entsprechend dem Bebauungsplan. | Am Bärensprung                                                                    |
| Am Dachsbau (Lage)            | 1670                   | Dachs, Raubtier aus der Familie der Marder                                                                                                   | vor 1922                       | Die Straße zwischen Ruppiner Chaussee und Heiligenseestraße entstand als Straße 137 des Bebauungsplans. An der Mündung zur Ruppiner Chaussee befindet sich ein BSR-Recyclinghof. | Am Dachsbau – Nordfeld · BSR Recyclinghof                                         |
| Am Dorfteich (Lage)           | 0180                   | nach dem Dorfteich, der zentralen Wasserstelle                                                                                               | 7. Juni 1989                   | Die Straße verläuft vom Erich-Anger-Weg bis zum Rausendorffweg. | Am Dorfteich                                                                      |
| Am Fuchsbau (Lage)            | 0160                   | Bezeichnung für die Höhle des Fuchses in der Jägersprache                                                                                    | vor 1922                       | Der erste Name war Straße J. | Am Fuchsbau                                                                       |
| Am Hirschwechsel (Lage)       | 0520                   | Hirsche, größte in Deutschland lebende Schalenwildart                                                                                        | vor 1922                       | Der erste Name war Straße 125 des Bebauungsplans. | Am Hirschwechsel                                                                  |
| Am Südfeld (Lage)             | 0240                   | Südfeld, alter Flurname | 1. Mai 1995                    | Die Straße verläuft von der Heiligenseestraße zum Damwildsteig. | Am Südfeld                                                                        |
| Am Tegelgrund (Lage)          | 0240 (im Ortsteil)     | Tegelgrund, Siedlung am Tegeler Fließ | 1. Mai 1978                    | Der erste Name war Straße 1 des Bebauungsplans. Sie liegt zwischen Ruppiner Chaussee und führt durch die Bahnlinie an die Ortsteilgrenze, die auf der gesamten Straßenlänge am östlichen Straßenrand zu Tegel verläuft, wobei auf der Tegeler Seite sich das Waldstück des Tegelgrundes befindet. | Am Tegelgrund                                                                     |
| Am Unterholz (Lage)           | 0100                   | Unterholz, Begriff aus der Jägersprache für alle Gewächse des Waldbodens                                                                     | 1. Mai 1978                    | Der erste Name war Straße 11 des Bebauungsplans; sie liegt zwischen Am Hirschwechsel und An der Wildbahn. | Am Unterholz                                                                      |
| An der Aussicht (Lage)        | 0530                   | Phantasiename, um dem umliegenden Gebiet den Eindruck von Behaglichkeit zu geben                                                             | 30. Mai 2003                   | Die Privatstraße verläuft in der Wohnsiedlung südlich des S-Bahnhofs Heiligensee. | An der Aussicht                                                                   |
| An der Hasenfurt (Lage)       | 0450                   | Hasenfurt, Begriff aus der Jägersprache | vor 1922                       | Der erste Name war Straße 12 des Bebauungsplans. | An der Hasenfurt                                                                  |
| An der Kremmener Bahn (Lage)  | 0390                   | die hier verlaufende Trasse der Kremmener Bahn                                                                                               | 6. Apr. 2002                   | Die Straße verläuft zwischen Erich-Anger-Weg und dem S-Bahnhof Schulzendorf. | An der Kremmener Bahn                                                             |
| An der Schneise (Lage)        | 0740                   | Schneise, Flurname einer Forstbestandsgrenze                                                                                                 | vor 1922                       | Am 8./10. April 1933 erhielt die Straße 312 des Bebauungsplans diesen Namen. Die Straße verlief danach von der Heiligenseestraße zur S-Bahn-Trasse und zu dieser parallel bis Schulzendorfer Straße. Spätere Baumaßnahmen unterbrachen den Straßenverlauf. | An der Schneise                                                                   |
| An der Wildbahn (Lage)        | 1290                   | Wildbahn, alter Flurname | vor 1922                       | Der erste Name war Straße 115 des Bebauungsplans. Im Haus Nr. 33 wohnte die Dadaismus-Künstlerin Hanna Höch. | An der Wildbahn · Wohnhaus Hanna Höch Nr. 33                                      |
| Andornsteig (Lage)            | 0290                   | Andorn, Lippenblütlergattung | 27. März 1939                  | Der erste Name war Straße 371 des Bebauungsplans. | Andornsteig                                                                       |
| Baaber Steig (Lage)           | 0110                   | Baabe, Ostseebad auf dem südöstlichen Teil der Insel Rügen                                                                                   | 1. Apr. 1967                   | Der erste Name war Straße 333. | Baaber Steig                                                                      |
| Bekassinenweg (Lage)          | 0540                   | Bekassine, Schnepfenvogel | 8. Apr. 1933                   | Die ersten Namen waren Straße 116 und Straße 117. | Bekassinenweg                                                                     |
| Bergemannweg (Lage)           | 0370                   | Fritz Bergemann (1841–1899), Heiligenseer Gutsbesitzer                                                                                       | 1. Juni 1985                   | Namensgeber war der Gründer der nach ihm benannten Heiligenseer Bergemann-Siedlung. | Bergemannweg                                                                      |
| Beyschlagstraße (Lage)        | 0630                   | Franz Beyschlag (1856–1935), Geologe | 22. Jan. 1924                  | Der vorherige Name vom 19. Jahrhundert bis 1924 lautete Große Siedlungsstraße. | Beyschlagstraße                                                                   |
| Bilsenkrautstraße (Lage)      | 0340                   | Bilsenkraut (auch ‚Teufelsauge‘ oder ‚Tollkraut‘), ein Nachtschattengewächs                                                                  | 20. März 1939                  | Der erste Name war Straße 139. | Bilsenkrautstraße                                                                 |
| Bisonweg (Lage)               | 0330                   | Bison, Wildrindart, die mit dem in Europa vorkommenden Wisent eng verwandt ist                                                               | 1. Apr. 1963                   | Ein Teil der Straße An der Schneise wurde 1963 in Bisonweg umbenannt. | Bisonweg                                                                          |
| Bläßhuhnweg (Lage)            | 0250                   | Blässhuhn (auch ‚Blässralle‘), eine Art aus der Familie der Rallen.                                                                          | 30. März 1939                  | Der erste Name war Straße 118. | Bläßhuhnweg                                                                       |
| Bölkauer Pfad (Lage)          | 0120                   | Groß-Bölkau und Klein-Bölkau (seit 1945 Bielkowo, Polen) Orte in der früheren Provinz Westpreußen                                            | 21. Feb. 1940                  | Der erste Name war Straße 446. | Berlin-Heiligensee Bölkauer Pfad                                                  |
| Bohnsacker Steig (Lage)       | 0130                   | Bohnsack (seit nach 1945 Sobieszewo (Gdańsk), Ortsteil von Danzig, Polen), Ort in der früheren Provinz Westpreußen                           | 21. Feb. 1940                  | Der erste Name war Straße 337. | Bohnsacker Steig                                                                  |
| Borgfelder Steig (Lage)       | 0280                   | Borgfeld (seit nach 1945 Borkowo, Ortsteil von Danzig, Polen), Ort in der früheren Provinz Westpreußen                                       | 21. Feb. 1940                  | Der erste Name war Straße 338. | Borgfelder Steig                                                                  |
| Borsigplatz* (Lage)           | 0060 × 30              | Borsig, Berliner Maschinenbauunternehmen | 1940 (nicht offiziell benannt) | Der nicht offiziell benannte Platz liegt am Karwitzer Pfad noch Nordwest zum Freester Weg hin. Er ist allerdings in der amtlichen FIS-Broker-Karte Berlin 1:5000, hergestellt von den bezirklichen Vermessungsämtern, aufgeführt. | Borsigplatz                                                                       |
| Büssower Weg (Lage)           | 0315                   | Büssow, Ortsteil von Penkun, Mecklenburg-Vorpommern                                                                                          | 1. Apr. 1967                   | Der erste Name war Straße 329. | Büssower Weg                                                                      |
| Büsumer Pfad (Lage)           | 0110                   | Büsum, Fischereihafen und Nordseeheilbad im Kreis Dithmarschen, Schleswig-Holstein                                                           | 21. Feb. 1940                  | Der erste Name war Straße 105. | Büsumer Pfad                                                                      |
| Dambockstraße (Lage)          | 1160                   | Dambock (auch: ‚Damhirsch‘), gehört zur Familie der Echten Hirsche                                                                           | vor 1922                       | Bis nach 1927 hieß die damals unbebaute Straße auch Dambockgasse. Am 9. Juni 1933 wurde die Verlängerung (die Straßen 231, 121 und 131 des Bebauungsplans) in Dambockstraße benannt. | Dambockstraße                                                                     |
| Damkitzstraße (Lage)          | 0600                   | Damkitz, Jungtier des Damhirschs | vor 1922                       | Am 3. Mai 1935 wurde die Verlängerung (die Straße 140) in Damkitzstraße benannt. | Damkitzstraße                                                                     |
| Damwildsteig (Lage)           | 0740                   | Damwild, waidmännische Bezeichnung für Damhirsche                                                                                            | 27. Apr. 1936                  | Die ersten Namen waren Straße 229 und Straße 232. | Damwildsteig                                                                      |
| Darsiner Weg (Lage)           | 0170                   | Darsin (seit nach 1945 Darżyno, Polen), Ort in der früheren Provinz Pommern                                                                  | 27. Apr. 1954                  | Der Darsiner Weg war vorher eine unbenannte Privatstraße. | Darsiner Weg                                                                      |
| Deeper Pfad (Lage)            | 0210                   | Deep (seit nach 1945 Mrzeżyno, Polen), Ort in der früheren Provinz Pommern                                                                   | 25. Aug. 1939                  | Der erste Name war Straße 151. | Deeper Pfad                                                                       |
| Diakonieweg (Lage)            | 0140                   | Diakonie, kirchliche Lebens- und Wesensäußerung in sozialen Bereichen                                                                        | 7. Juni 1989                   | Der Weg war vorher eine unbenannte Privatstraße; er liegt im Diakonie-Zentrum des Diakonischen Werks der evangelischen Kirche. | Diakonieweg                                                                       |
| Elchdamm (Lage)               | 2350                   | Elche, größte Art der Hirsche | 27. Apr. 1936                  | Die ersten Namen waren Straße 206, Straße 233 und Straße 234. | Elchdamm                                                                          |
| Erich-Anger-Weg (Lage)        | 0300                   | Erich Anger (1895–1984), Sozialpolitiker und Jugendfürsorger                                                                                 | 7. Juni 1989                   | Der Erich-Anger-Weg war vorher eine unbenannte Privatstraße. | Erich-Anger-Weg                                                                   |
| Erlenweg * (Lage)             | 0030                   | Erlen (auch: ‚Ellern‘ oder ‚Elsen‘), Birkengewächse                                                                                          | um 1965                        | Der Erlenweg ist eine nicht offiziell benannte Stichstraße östlich der Verlängerten Fährstraße. | Erlenweg                                                                          |
| Fährstraße (Lage)             | 0490                   | ehemalige Fähre über die Havel nach Nieder Neuendorf                                                                                         | vor 1922                       | Die Fährstraße verläuft zwischen Alt-Heiligensee und der Verlängerten Fährstraße. Hier befand sich die Anlegestelle der Fähre nach Nieder Neuendorf. | Fährstraße                                                                        |
| Fliederweg * (Lage)           | 0030                   | Flieder, Pflanzengattung aus der Familie der Ölbaumgewächse (Oleaceae)                                                                       | um 1965                        | Der nicht amtlich benannte Fliederweg geht östlich als kurze Stichstraße von der Verlängerten Fährstraße ab. | Fliederweg                                                                        |
| Freester Weg (Lage)           | 0270                   | Freest, Fischerdorf am Peenestrom und Ortsteil von Köslin, Mecklenburg-Vorpommern                                                            | 25. Aug. 1939                  | Der erste Name war Straße 149. | Freester Weg                                                                      |
| Fürstenauer Weg (Lage)        | 0210                   | Fürstenau (seit nach 1945 Barnimie, Ortsteil der Stadt Drawno, Polen), Ort in der früheren Provinz Pommern                                   | 21. Feb. 1940                  | Der erste Name war Straße 360. | Fürstenauer Weg                                                                   |
| Gambiner Weg (Lage)           | 0250                   | Gambin (seit 1945 Gąbino, Polen), Ort in der früheren Provinz Pommern                                                                        | 24. Juli 1954                  | Zuvor war der Weg eine unbenannte Privatstraße. Er verläuft zwischen Randower Weg und Kiefheider Weg. | Gambiner Weg                                                                      |
| Gemsenpfad (Lage)             | 0300                   | Gämse, vor der Rechtschreibreform ‚Gemse‘ und in der Jägersprache Gams oder Gamswild, gehört zur Familie der Ziegenartigen                   | 20. März 1939                  | Der erste Name war Straße 364. In diesem Gebiet liegen Straßen, die Namen von jagdbarem Wild tragen. | Gemsenpfad                                                                        |
| Glaskrautstraße (Lage)        | 0560                   | Glaskraut, mehrjährige Pflanze aus der Familie der Brennnesselgewächse                                                                       | 9. Juni 1933                   | Der erste Name war Straße 142. | Berlin-Heiligensee Glaskrautstraße (von der Damkitzstraße)                        |
| Grimbartsteig (Lage)          | 0950                   | Grimbart, Name des Dachses in der Tierfabel                                                                                                  | vor 1922                       | Am 10. April 1933 erhielt auch die Verlängerung, die Straße 112, diesen Namen. | Grimbartsteig                                                                     |
| Güttlandring (Lage)           | 0240                   | Güttland (seit 1945 Kožliny, Ortsteil in der Gemeinde Suchy Dąb in der Woiwodschaft Pommern, Polen), Ort in der früheren Provinz Westpreußen | 1. Mai 1988                    | Der erste Name war Straße 335. | Berlin-Heiligensee Güttlandring                                                   |
| Hademarscher Weg (Lage)       | 0230                   | Hademarschen, Ortsteil der Gemeinde Hanerau-Hademarschen, Schleswig-Holstein                                                                 | 21. Feb. 1940                  | Der erste Name war Straße 101. Vor der Hausnummer 9 ist ein Stolperstein für Anna Rosalie Rochwitz verlegt. | Hademarscher Weg                                                                  |
| Haselhuhnweg (Lage)           | 0240                   | Haselhuhn, ein Waldhuhn, aus der Familie der Raufußhühner                                                                                    | 20. März 1939                  | Der Weg verläuft zwischen Dambockstraße und Grimbartsteig. | Haselhuhnweg                                                                      |
| Heiligenseestraße (Lage)      | 2440 (im Ortsteil)     | Straße von Tegel nach Heiligensee | 26. Juli 1955                  | Die vorherigen Namen waren Berliner Weg (19. Jh. bis um 1929) und Kirschallee (um 1922–1955). Die Kirschallee ging ursprünglich vom Schwarzen Weg ab. 1955 wurden der Schwarze Weg von Karolinenstraße bis zu dieser Abzweigung und die Kirschallee in Heiligenseestraße umbenannt. Ein Teil der Straße verläuft in Tegel. | Heiligenseestraße                                                                 |
| Helmkrautstraße (Lage)        | 0620                   | Helmkraut, Pflanzengattung aus der Familie der Lippenblütler                                                                                 | 9. Juni 1933                   | Sie wurde als Straße 141 angelegt und führt vom Am Dachsbau zum Andornsteig. | Helmkrautstraße                                                                   |
| Hemmingstedter Weg (Lage)     | 0480                   | Hemmingstedt, Gemeinde im Kreis Dithmarschen, Schleswig-Holstein                                                                             | 21. Feb. 1940                  | Der erste Name war Straße 304. Sie verläuft vom Süderholmer Steig bis zum Niebüller Weg. | Hemmingstedter Weg                                                                |
| Hennigsdorfer Straße (Lage)   | 1780                   | Hennigsdorf, benachbarte Stadt im Landkreis Oberhavel, Brandenburg                                                                           | um 1922                        | Die Straße verläuft von der Kreuzung Heiligenseestraße / Alt-Heiligensee / Schulzendorfer Straße bis zur Ruppiner Chaussee. Vor der Hausnummer 14 ist ein Stolperstein für Paul Terting verlegt. | Hennigsdorfer Straße                                                              |
| Im Erpelgrund (Lage)          | 1250                   | Erpel, Bezeichnung für eine männliche Ente                                                                                                   | 8. Apr. 1933                   | Sie entstand durch Zusammenlegung der Straße 113 und Straße 113a und führt von Am Dachsbau über Reiherallee bis An der Schneise. | Im Erpelgrund                                                                     |
| Im Rehgrund (Lage)            | 0960                   | Rehgrund weist auf das Vorkommen von Rehen hin                                                                                               | vor 1922                       | Sie entstand durch Zusammenlegung der Straße N und Straße 6 und verläuft von Am Dachsbau bis Am Bärensprung. | Im Rehgrund                                                                       |
| Im Waldwinkel (Lage)          | 0170                   | Waldwinkel, alte Flurbezeichnung | 22. Jan. 1924                  | Sie entstand im 19. Jahrhundert als Kleine Siedlungsstraße und führt von der Beyschlagstraße zur Ruppiner Chaussee. | Im Waldwinkel                                                                     |
| In den Schifferbergen (Lage)  | 0200                   | Schifferberge, alter Flurname | 1. Apr. 1967                   | Sie führt als Stichstraße von der Sandhauser Straße bis an die Havel. | In den Schifferbergen                                                             |
| Isegrimsteig (Lage)           | 0480                   | Isegrim, Name des Wolfs in der Tierfabel | 20. März 1939                  | Die ersten Namen waren Straße 120 und Straße 315. Sie führt vom Haselhuhnweg bis An der Schneise. Vor der Hausnummer 28 ist ein Stolperstein für Rudolf Karl Behrens verlegt. | Isegrimsteig                                                                      |
| Jägerweg (Lage)               | 0360                   | Jäger, Berufsbezeichnung für Personen, die Wild jagen und deren Lebensräume hegen                                                            | vor 1922                       | Er entstand durch Zusammenlegung der Straße K und Straße M und führt von der Schulzendorfer Straße bis zur Straße An der Wildbahn. | Heiligensee Jägerweg (von Schulzendorfer Straße)                                  |
| Karwitzer Pfad (Lage)         | 0340                   | Karwitz (seit nach 1945 Karwice (Malechowo), Polen), Ort in der früheren Provinz Pommern                                                     | 25. Aug. 1939                  | Der erste Name war Straße 150. Der Pfad verbindet den Sagemühler Steig mit dem Sonnenwalder Weg. | Karwitzer Pfad                                                                    |
| Keilerstraße (Lage)           | 0240                   | Keiler, Bezeichnung für das männliche Wildschwein                                                                                            | vor 1922                       | Der erste Name war Straße 127. Sie führt von der Straße Am Bärensprung bis zur Dambockstraße. | Keilerstraße                                                                      |
| Kiefheider Weg (Lage)         | 0600                   | Kiefheide (seit 1945 Podborsko, Polen), Ort in der früheren Provinz Pommern                                                                  | 25. Aug. 1939                  | Sie wurde als Straße 5 angelegt. Die wichtige Verbindungsstraße nach Frohnau führt von der Ruppiner Chaussee an den Kasernen der Polizei und Feuerwehr sowie an der JVA Heiligensee entlang und wird dann in einem versetzen Straßenverlauf über die Bundesautobahn 111 geführt, wo sie in die Rote Chaussee im Ortsteil Frohnau übergeht. | Kiefheider Weg                                                                    |
| Kleine Brüderstraße (Lage)    | 0070                   | Die Herkunft ist unklar. Möglicherweise ist die Straße nach dem einstigen Besitz des Gebietes durch das Kloster Spandau ab 1308 benannt.     | nach 1967                      | Dieser Weg ist eine nicht offiziell benannte Stichstraße östlich der Verlängerten Fährstraße. | Kleine Brüderstraße                                                               |
| Krantorweg (Lage)             | 0800                   | Krantor, Bauwerk und Wahrzeichen von Danzig                                                                                                  | 21. Feb. 1940                  | Der erste Name war Straße 304. Der Weg führt als Verlängerung des Liebstöckelwegs von der Straße Am Dachsbau bis zur Hennigsdorfer Straße. | Heiligensee Krantorweg (vom Am Dachsbau)                                          |
| Krumminer Weg (Lage)          | 0140                   | Krummin, Gemeinde auf der Insel Usedom, Mecklenburg-Vorpommern                                                                               | 1. Juli 1976                   | Der erste Name war Straße 375. Die Stichstraße geht in westlicher Richtung von der Hennigsdorfer Straße ab. | Berlin-Heiligensee Krumminer Weg                                                  |
| Kurzebracker Weg (Lage)       | 0830                   | Kurzebrack (seit 1945 Korzeniewo, Dorf der Gemeinde Kwidzyn, Polen), Ort in der früheren Provinz Westpreußen                                 | 21. Feb. 1940                  | Er wurde als Straße 343 angelegt und führt von Am Dachsbau bis zur Hennigsdorfer Straße. | Kurzebracker Weg                                                                  |
| Labeser Weg (Lage)            | 0220                   | Labes (seit 1945 Łobez, Polen), Stadt in der früheren Provinz Pommern                                                                        | 25. Aug. 1939                  | Sie entstand als Straße 166 in der Borsig-Siedlung zwischen Sagemühler Steig und Sonnenwalder Weg. | Labeser Weg                                                                       |
| Langenauer Weg (Lage)         | 0270                   | Langenau (seit 1945 Łęgnowo, Stadtteil von Bydgoszcz, Polen), Ort in der früheren Provinz Posen                                              | 21. Feb. 1940                  | Die Straße verbindet den Kurzebracker Weg mit dem Rosenorter Steig und wurde als Straße 352 angelegt. | Langenauer Weg                                                                    |
| Lesewitzer Steig (Lage)       | 0250                   | Groß Lesewitz (seit 1945 Lasowice Wielki im Kreis Malbork, Woiwodschaft Pommern, Polen), Ort in der früheren Provinz Westpreußen             | 21. Feb. 1940                  | Die Straße verbindet den Kurzebracker Weg mit dem Rosenorter Steig und wurde als Straße 353 angelegt. | Lesewitzer Steig                                                                  |
| Letzkauer Steig (Lage)        | 0150                   | Letzkau (seit 1945 Leszkowy in der Landgemeinde Cedry Wielkie, Polen), Ort in der früheren Provinz Westpreußen                               | 21. Feb. 1940                  | Der Steig wurde als Straße 340 angelegt und ist eine Stichstraße westlich des Silberhammerwegs. | Letzkauer Steig                                                                   |
| Liebstöckelweg (Lage)         | 0490                   | Liebstöckel, Gewürzkraut | 20. März 1939                  | Sie entstand als Straße 145 und führt von der Schöllkrautstraße zur Straße Am Dachsbau, wo sie in den Krantorweg übergeht. | Heiligensee Liebstöckelweg (von der Schöllkrautstraße)                            |
| Liessauer Pfad (Lage)         | 0220                   | Liessau (seit 1945 Lisewo Malborskie in der Landgemeinde Lichnowy, Polen), Ort in der früheren Provinz Westpreußen                           | 21. Feb. 1940                  | Die Straße verbindet den Kurzebracker Weg mit dem Rosenorter Steig und wurde als Straße 354 angelegt. | Liessauer Pfad                                                                    |
| Lobber Steig (Lage)           | 0110                   | Lobbe, Dorf auf der im Südosten von Rügen gelegenen Halbinsel Mönchgut                                                                       | 1. Apr. 1967                   | Die kurze Straße zwischen Stolpmünder Weg und Büssower Weg entstand als Straße 330. | Lobber Steig                                                                      |
| Löblauer Pfad (Lage)          | 0100                   | Löblau (seit 1945 Lublewo Gdańskie in der Landgemeinde Kolbudy, Polen), Ort in der früheren Provinz Westpreußen                              | 1. Mai 1985                    | Er wurde als Straße 361 angelegt und liegt als Stichstraße östlich des Silberhammerwegs. | Berlin-Heiligensee Löblauer Pfad                                                  |
| Lubminer Pfad (Lage)          | 0190                   | Lubmin, Gemeinde im Nordosten Mecklenburg-Vorpommerns                                                                                        | 21. Feb. 1940                  | Er entstand durch Zusammenlegung der Straße 356 und Straße 357. Die Stichstraße geht in westlicher Richtung von der Hennigsdorfer Straße ab. | Berlin-Heiligensee Lubminer Pfad                                                  |
| Marktplatz * (Lage)           | 0020 × 60              | Markt, Platz, an dem Handel getrieben wird                                                                                                   |                                | Er ist eine nicht offiziell benannte platzartige Erweiterung mit Zugang vom Freester Weg nach Südost. | Marktplatz                                                                        |
| Martin-Rudloff-Weg (Lage)     | 0060                   | Martin Rudloff (1904–1988), Jurist, Vorstandsmitglied der Diakonie in Heiligensee                                                            | 7. Juni 1989                   | Der kurze Weg liegt auf dem Gelände der Diakoniestation Heiligensee. | Martin-Rudloff-Weg                                                                |
| Mattenbuder Pfad (Lage)       | 0890                   | Mattenbude, historischer Stadtteil und Straße an der Alten Mottlau (Stara Motlawa) von Danzig                                                | 21. Feb. 1940                  | Die als Straße 339 angelegte Straße führt von Am Dachsbau bis zu Hennigsdorfer Straße. | Mattenbuder Pfad                                                                  |
| Meistergasse * (Lage)         | 0070                   | Meister, Titel in gewerblich-technischen und künstlerischen Berufen                                                                          | nach 1967                      | Dieser schmale Weg ist eine nicht offiziell benannte Stichstraße östlich der Verlängerten Fährstraße. | Meistergasse                                                                      |
| Meldorfer Steig (Lage)        | 0080                   | Meldorf, Stadt im Kreis Dithmarschen, Schleswig-Holstein                                                                                     | 21. Feb. 1940                  | Der erste Name war Straße 108. Die Stichstraße geht in nördlicher Richtung von der Heiligenseestraße ab. | Meldorfer Steig                                                                   |
| Mottlaupfad (Lage)            | 0180                   | Mottlau, linker Nebenfluss der Weichsel in der Woiwodschaft Gdańsk, Polen                                                                    | 21. Feb. 1940                  | Er wurde als Straße 344 angelegt und liegt als Stichstraße östlich des Silberhammerwegs. | Berlin-Heiligensee Mottlaupfad                                                    |
| Mümmelmannweg (Lage)          | 0440                   | Mümmelmann, scherzhafte Bezeichnung für den Hasen                                                                                            | 20. März 1939                  | Er entstand durch Zusammenlegung der Straße 9 und Straße 363 und verbindet An der Hasenfurt und Bisonweg. | Mümmelmannweg                                                                     |
| Neufährer Steig (Lage)        | 0160                   | Neufähr, Östlich-Neufähr (seit 1945 Górki Wschodnie), Wohnsiedlungen in Danzig in der früheren Provinz Westpreußen                           | 21. Feb. 1940                  | Der Steig wurde als Straße 341 angelegt und verläuft als Stichstraße östlich des Silberhammerwegs. | Neufährer Steig                                                                   |
| Neuwarper Pfad (Lage)         | 0280                   | Neuwarp (seit 1945 Nowe Warpno, Stadt in der Woiwodschaft Westpommern, Polen), Stadt in der früheren Provinz Pommern                         | 25. Aug. 1939                  | Der erste Name war Straße 165. Er führt vom Stolpmünder Weg bis zum Ziegenorter Pfad. | Neuwarper Pfad                                                                    |
| Niebüller Weg (Lage)          | 0150                   | Niebüll, Stadt im Kreis Nordfriesland, Schleswig-Holstein                                                                                    | 21. Feb. 1940                  | Der erste Name war Straße 303. | Niebüller Weg                                                                     |
| Norddorfer Pfad (Lage)        | 0190                   | Norddorf auf Amrum, Gemeinde auf der nordfriesischen Insel Amrum, Schleswig-Holstein                                                         | 21. Feb. 1940                  | Der erste Name war Straße 109. | Norddorfer Pfad                                                                   |
| Osterwicker Steig (Lage)      | 0250                   | Osterwick (seit 1945 Ostrowite, Dorf bei Chojnice, Woiwodschaft Pommern, Polen), Ort in der früheren Provinz Westpreußen                     | 21. Feb. 1940                  | Sie wurde als Straße 350 angelegt und verbindet den Mattenbuder Pfad mit dem Zeisgendorfer Weg. | Heiligensee Osterwicker Steig (vom Matenbuder Pfad)                               |
| Platenhofer Weg (Lage)        | 0970                   | Platenhof (seit 1945 Cyganka, Dorf bei Nowy Dwór Gdański, Woiwodschaft Pommern, Polen), Ort in der früheren Provinz Westpreußen              | 21. Feb. 1940                  | Bei der Anlage hieß der Weg Straße 347. Er führt vom Schulzendorfer Straße bis zum Krantorweg. | Platenhofer Weg                                                                   |
| Polziner Weg (Lage)           | 0110                   | Bad Polzin (seit 1945 Połczyn-Zdrój, Stadt in der Woiwodschaft Westpommern, Polen), Stadt in der früheren Provinz Pommern                    | 24. Juli 1954                  | Es den Lagehinweisen der Karte kann abgeleitet werden, dass die Straße 414 der erste Name gewesen sein kann. | Polziner Weg                                                                      |
| Rallenweg (Lage)              | 0190                   | Rallen, Vögel aus der Familie der Kranichvögel                                                                                               | 1. Feb. 1965                   | Der vorherige Name (vor 1922–1965) war Mühlenstraße. | Rallenweg                                                                         |
| Randower Weg (Lage)           | 0180                   | Randow, ehemaliger Landkreis beiderseits des Unterlaufs der Oder im Norden und Westen von Stettin, benannt nach dem Flüsschen Randow         | 24. Juli 1954                  | Die Sackgasse im Borsigviertel führt vom Regenwalder Weg zum Gambiner Weg. | Randower Weg                                                                      |
| Rausendorffweg (Lage)         | 0160                   | Kurt Rausendorff (1900–1983), Theologe, Pfarrer in Heiligensee (1954–1969)                                                                   | 7. Juni 1989                   | Der Rausendorffweg war vorher eine unbenannte Privatstraße. | Rausendorffweg                                                                    |
| Rautensteig (Lage)            | 0160                   | Rauten, Gattung von Sträuchern und Halbsträuchern aus der Familie der Rautengewächse                                                         | 20. März 1939                  | Er führt von der Schöllkrautstraße bis zum Liebstöckelweg und wurde als Straße 144 angelegt. | Heiligensee Rautensteig (vom Liebstöckelweg)                                      |
| Regenwalder Weg (Lage)        | 0650                   | Regenwalde (seit 1945 Resko, Stadt in der Woiwodschaft Westpommern, Polen), Stadt in der früheren Provinz Pommern                            | 24. Juli 1954                  | Die Straße führt vom Stolpmünder Weg bis zum Kiefheider Weg. | Regenwalder Weg                                                                   |
| Reiherallee (Lage)            | 1340                   | Reiher, Vögel aus der Familie der Schreitvögel                                                                                               | vor 1922                       | Die ersten Namen waren Straße 119 und Straße 227. Die Allee verläuft vom Elchdamm bis zur Straße Im Rehgrund. | Reiherallee                                                                       |
| Reimerswalder Steig (Lage)    | 0280                   | Reimerswalde (nach 1945 Dorf der Gemeinde Nowy Staw in der Woiwodschaft Pommern, Polen), Ort in der früheren Provinz Westpreußen             | 21. Feb. 1940                  | Er wurde als Straße 348 angelegt und verbindet den Mattenbuder Pfad mit dem Zeisgendorfer Weg. | Heiligensee Reimerswalder Steig (vom Mattenbuder Pfad)                            |
| Rickenweg (Lage)              | 0160                   | Ricke, waidmännische Fachbezeichnung für das weibliche Reh                                                                                   | 20. März 1939                  | Angelegt wurde der Rickeweg nach Bebauungsplan als Straße 362. Er führt vom Im Rehgrund zum Mümmelmannweg. | Rickenweg                                                                         |
| Rosenorter Steig (Lage)       | 0390                   | Rosenort, (nach 1945 Suchowo, Dorf bei Nowy Dwór Gdański in der Woiwodschaft Pommern, Polen), Ort in der früheren Provinz Westpreußen        | 21. Feb. 1940                  | Der Steig wurde nach Bebauungsplan als Straße 355 angelegt. | Rosenorter Steig                                                                  |
| Rote Chaussee (Lage)          | 1920                   | rote Farbe des ehemaligen Straßenbelags aus Ziegelsplitt                                                                                     | nach 1967                      | Die Straße wurde als Verbindung zwischen Heiligensee und Frohnau von den französischen Alliierten angelegt, sie führt von der Brücke über die Bundesautobahn 111 bis zur Straße Am Eichenhain in Frohnau. | Rote Chaussee                                                                     |
| Rotwildpfad (Lage)            | 0280                   | Rotwild, Sammelbezeichnung für Rothirsche | 20. März 1939                  | Er entstand als Straße 369 und führt vom Bekassinenweg bis zur Straße Am Dachsbau. | Rotwildpfad                                                                       |
| Rundhofer Pfad (Lage)         | 0480                   | Rundhof, Ortsteil der Gemeinde Stangheck im Kreis Schleswig-Flensburg im nordöstlichen Schleswig-Holstein                                    | 21. Feb. 1940                  | Die ersten Namen waren Straße 102 und Straße 102a. Der Pfad verbindet den Büsumer Pfad mit der Schulzendorfer Straße. | Rundhofer Pfad                                                                    |
| Ruppiner Chaussee (Lage)      | 3360 (im Ortsteil)     | Ruppiner Land, historische Landschaft in Brandenburg                                                                                         | nach 1914                      | Die Straße verläuft von der Ecke Heiligensee-/Karolinenstraße bis zur Stadtgrenze. Ab dieser Kreuzung bis zur Siedlung Tegelort ist die Straße nur für Anlieger und den öffentlichen Busverkehr befahrbar. An der Straße liegen die Stationen Schulzendorf und Heiligensee der parallel verlaufenden Berliner S-Bahn. Die ehemalige Kaserne des Flakregiments 12 wird von der Bereitschaftspolizei, der Polizeidirektion 1 und als Feuerwehrschule benutzt. | Borsigsiedlung                                                                    |
| Sagemühler Steig (Lage)       | 0610                   | Sägemühl (nach 1945 Plonica, Dorf bei Miastko in der Woiwodschaft Pommern, Polen), Ort in der früheren Provinz Westpreußen                   | 25. Aug. 1939                  | Sie wurde als Straße 3 angelegt und führt vom Ziegenorter Pfad bis zum Kiefheider Weg. | Sagemühler Steig                                                                  |
| Sandhauser Straße (Lage)      | 0920 (im Ortsteil)     | Sandhausen, Siedlung südlich von Heiligensee                                                                                                 | vor 1922                       | Die vorherigen Namen waren Bussardstraße (vor 1922–1938) und Tegelorter Straße (1896 bis vor 1922). Sie verbindet Heiligensee mit dem Ortsteil Konradshöhe, in dem ein Teil der Straße verläuft. | Sandhauser Straße Badestelle                                                      |
| Schauflerpfad (Lage)          | 0580                   | Schaufel, in der Jägersprache ein flach ausgebildetes Geweih                                                                                 | 14. Apr. 1936                  | Er entstand durch Zusammenlegung der Straße 228 und 230 und führt vom Elchdamm zur Reiherallee. | Schauflerpfad                                                                     |
| Schlütersteg * (Lage)         | 0130                   | Name eines Anwohners | nach 1967                      | Dieser Weg ist eine nicht offiziell benannte Stichstraße östlich der Verlängerten Fährstraße. | Schlütersteg                                                                      |
| Schneegansweg (Lage)          | 0250                   | Schneegans, eine den Feldgänsen zugehörige echte Gans                                                                                        | 20. März 1939                  | Der erste Name war Straße 313. Der Weg führt von Im Erpelgrund zu An der Wildbahn. | Schneegansweg                                                                     |
| Schöllkrautstraße (Lage)      | 0480                   | Schöllkraut, Pflanze aus der Familie der Mohngewächse                                                                                        | 10. Juli 1933                  | Der erste Name war Straße 143. Sie führt von Am Dachsbau bis zur Damkitzstraße. | Schöllkrautstraße                                                                 |
| Schönbaumer Weg (Lage)        | 0240                   | Schönbaum (nach 1945 Drewnica in der Woiwodschaft Pommern, Polen), Dorf in der früheren Provinz Westpreußen                                  | 21. Feb. 1940                  | Er wurde als Straße 336 angelegt und führt von der Hennigsdorfer Straße bis zum Fürstenauer Weg | Schönbaumer Weg                                                                   |
| Schulzendorfer Straße (Lage)  | 2140                   | Schulzendorf, Ortslage in Heiligensee | vor 1922                       | Sie führt von Alt-Heiligensee am Heiligenseer Nordfeld zur Straße Am Dachsbau und weiter bis zur Ruppiner Chaussee und zur Anschlussstelle Schulzendorfer Straße der A 111. In der Schulzendorfer Straße 99 befindet sich die Otfried-Preußler-Grundschule und die Matthias-Claudius-Kirche. Vor der Hausnummer 44 ist ein Stolperstein für Johanna Pawlewicz verlegt.                                                                                      | Matthias-Claudius-Kirche · Schulzendorfer Straße Otfried Preußler Grundschule     |
| Schwabstedter Weg (Lage)      | 0450                   | Schwabstedt, Gemeinde im Kreis Nordfriesland, Schleswig-Holstein                                                                             | 21. Feb. 1940                  | Der erste Name war Straße 305. Der Schwabstedter Weg verbindet den Süderholmer Steig mit dem Niebüller Weg. | Schwabstedter Weg                                                                 |
| Silberhammerweg (Lage)        | 0350                   | Silberhammer, Ortsteil von Danzig, Polen | 21. Feb. 1940                  | Der erste Name war Straße 326. Die Straße führt vom Mattenbuder Pfad bis zur Hennigsdorfer Straße. | Silberhammerweg                                                                   |
| Sonnenwalder Weg (Lage)       | 0730                   | Sonnenwalde, bis 1928 (nach 1945 Czarndamerow in der Landgemeinde Studzienice, Polen), Ort in der früheren Provinz Pommern                   | 25. Aug. 1939                  | Zuerst war sie die Straße 203 des Bebauungsplans. Am 1. Mai 1978 wurde auch die Straße 414 in Sonnenwalder Weg benannt. Er verläuft vom Kiefheider Weg bis zum Stolpmünder Weg. | Sonnenwalder Weg                                                                  |
| Spießergasse (Lage)           | 0260                   | Spießer, junger Hirsch oder Rehbock, dessen Geweihstangen noch nicht verzweigt sind                                                          | vor 1922                       | Als Straße 129 angelegt, verbindet sie Am Bärensprung mit der Dambockstraße. | Spießergasse                                                                      |
| Stolpmünder Weg (Lage)        | 0680                   | Stolpmünde (seit 1945 Ustka, Polen), Hafenstadt in der früheren Provinz Pommern                                                              | 25. Aug. 1939                  | Sie wurde als Straße 1 angelegt und verläuft von der Ruppiner Chaussee bis zum Regenwalder Weg. Am Stolpmünder Weg 45 liegt die Ellef-Ringnes-Grundschule | Waldkirche Stolpmünder Weg                                                        |
| Straße 366 (Lage)             | 0270                   | noch bestehende Bezeichnung des Bebauungsplans                                                                                               |                                | Es handelt sich um eine ungewidmete Privatstraße, die von Alt-Heiligensee abzweigt. | Straße 366                                                                        |
| Straße 367 (Lage)             | 0240                   | noch bestehende Bezeichnung des Bebauungsplans                                                                                               |                                | Es handelt sich um eine ungewidmete Privatstraße. Sie verläuft von der Fährstraße bis zur Straße 368. | Straße 367                                                                        |
| Straße 368 (Lage)             | 0110                   | noch bestehende Bezeichnung des Bebauungsplans                                                                                               |                                | Es handelt sich um eine ungewidmete Privatstraße am Ende der Straße 367. | Straße 368                                                                        |
| Süderholmer Steig (Lage)      | 0350                   | Süderholm, zur Bennungszeit eigenständiger Ort im Landkreis Dithmarschen, nun Ortsteil der Stadt Heide (Holstein)                            | 21. Feb. 1940                  | Der erste Name war Straße 306. Der Steig verläuft vom Elchdamm bis zur Heiligenseestraße. | Süderholmer Steig                                                                 |
| Thurbrucher Steig (Lage)      | 0540                   | Thurbruch (seit nach 1945 Ilowiec in der Gemeinde Dobrzyca in der Woiwodschaft Westpommern, Polen), Stadt in der früheren Provinz Pommern    | 25. Aug. 1939                  | Der erste Name war Straße 4. Der Steig führt vom Ziegenorter Pfad bis zum Kiefheider Weg | Thurbrucher Steig                                                                 |
| Trampenauer Steig (Lage)      | 0270                   | Trampenau (seit nach 1945 Trępnowy in der Gemeinde Nowy Staw in der Woiwodschaft Pommern, Polen), Ort in der früheren Provinz Westpreußen    | 21. Feb. 1940                  | Er wurde als Straße 349 angelegt und verbindet den Mattenbuder Pfad mit dem Zeisgendorfer Weg. | Heiligensee Trampenauer Steig (vom Mattenbuder Pfad)                              |
| Verlängerte Fährstraße (Lage) | 0250                   | ehemalige Fähre nach Nieder Neuendorf | um 1965                        | Die Straße ist ein asphaltierter Fahrweg der südwärts von der ehemaligen Anlegestelle an der Havel die Fährstraße verlängert und dadurch fünf Privatwege am „Westhorn“ von Heiligensee in die Havel zugänglich macht. | Verlängerte Fährstraße                                                            |
| Warnauer Pfad (Lage)          | 0170                   | Warnau (seit nach 1945 Kościeleczki in der Gemeinde Malbork in der Woiwodschaft Pommern, Polen), Ort in der früheren Provinz Westpreußen     | 21. Feb. 1940                  | Er wurde als Straße 345 angelegt und verläuft als Stichstraße östlich des Silberhammerwegs. | Berlin-Heiligensee Warnauer Pfad                                                  |
| Wesselburer Weg (Lage)        | 0760                   | Wesselburen, Stadt im Kreis Dithmarschen, Schleswig-Holstein                                                                                 | 21. Feb. 1940                  | Der erste Name war Straße 107. Vor der Hausnummer 2a ist ein Stolperstein für Frieda Wessel verlegt. | Wesselburer Weg                                                                   |
| Wildganssteig (Lage)          | 1280                   | Wildgans, anderer Name für Graugans, die häufigste Art der Gattung Feldgänse                                                                 | 4. Aug. 1930                   | Der erste Name war Straße 114. | Heiligensee Wildgangssteig (von Am Dachsbau)                                      |
| Wildschwansteig (Lage)        | 0240                   | Schwan, zu den Gänsen gehörender Wasservogel                                                                                                 | 20. März 1939                  | Der erste Name war Straße 316. | Wildschwansteig                                                                   |
| Wisentweg (Lage)              | 0260                   | Wisent, Wildrind | 20. März 1939                  | Nach dem Bebauungsplan wurde er als Straße 365 trassiert und passend zu umliegenden Wegen nach Wildrindern benannt. | Wisentweg                                                                         |
| Zanower Weg (Lage)            | 0250                   | Zanow (seit nach 1945 Sianów, in der Woiwodschaft Westpommern, Polen), Ort in der früheren Provinz Pommern                                   | 24. Juli 1954                  | Die Straße verläuft zwischen Altdammer Weg und Stolpmünder Weg. | Zanower Weg                                                                       |
| Zeisgendorfer Weg (Lage)      | 0445                   | Zeisgendorf (bis Ende des 19. Jahrhunderts Czyżykowo), 1908 in Tczew (deutsch: Dirschau) eingemeindeter Ort, südlich von Danzig              | 21. Feb. 1940                  | Der erste Name war Straße 351. Der Weg führt von Am Dachsbau bis zum Platenhofer Weg. | Heiligensee Zeisgendorfer Weg (von Am Dachsbau)                                   |
| Zempiner Steig (Lage)         | 0210                   | Zempin, Seebad an der Ostsee, Mecklenburg-Vorpommern                                                                                         | 21. Feb. 1940                  | Die ersten Namen waren Straße 358 und Straße 359. | Berlin-Heiligensee Zempiner Steig                                                 |
| Ziegenorter Pfad (Lage)       | 0100                   | Ziegenort (seit nach 1945 Trzebież, in der Woiwodschaft Westpommern, Polen), Hafenort in der früheren Provinz Pommern                        | 25. Aug. 1939                  | Der erste Name war Straße 2. Der Pfad verläuft von der Ruppiner Chaussee bis zum Stolpmünder Weg. | Ziegenorter Pfad                                                                  |
| Zugdamer Steig (Lage)         | 0150                   | Zugdam (seit nach 1945 Suchy Dąb, in der Woiwodschaft Pommern, Polen), Ort in der früheren Provinz Westpreußen                               | 21. Feb. 1940                  | Er wurde als Straße 342 angelegt und ist eine Stichstraße östlich des Silberhammerwegs. | Zugdamer Steig                                                                    |
| Zur Sonnenhöhe (Lage)         | 0360                   | Phantasiename, um dem umliegenden Gebiet den Eindruck von Behaglichkeit zu geben                                                             | 30. Mai 2003                   | Die Privatstraße verläuft in der Wohnsiedlung südlich des S-Bahnhofs Heiligensee. | Berlin-Heiligensee Zur Sonnenhöhe                                                 |

## Weitere Örtlichkeiten in Heiligensee

### Wohnsiedlungen und Bauten
- Borsig-Siedlung
- Diakoniezentrum Heiligensee[14]
- Polizeikaserne an der Ruppiner Chaussee

### Kleingartenanlagen (KGA) und ein Park
- Kolonie ‚Am Erlengrabenteich‘
- Kolonie ‚Am Erlenteich‘
- Kolonie ‚Am See‘
- Kolonie ‚Anglersportclub Altes Gaswerk‘
- Kolonie ‚BLW‘ – Unterbezirk Tegel Gruppe Bahnhof Heiligensee
- Kolonie ‚BLW‘ – Unterbezirk Tegel Gruppe Hennigsdorfer Straße
- Kolonie ‚Havelsee‘
- Kolonie ‚Waldessaum‘
- Sandberge